# 콜럼버스 서클
콜럼버스 서클(Columbus Circle)은 미국 맨해튼 어퍼 웨스트 사이드에 있는 교통량이 많은 회전교차로이다. 이 교차로는 교차로 중앙에 있는 1892년에 만들어진 크리스토퍼 콜럼버스 동상에서 이름을 따왔으며 이 동상은 2018년 9월 20일 미국 국립사적지에 등재되었다.

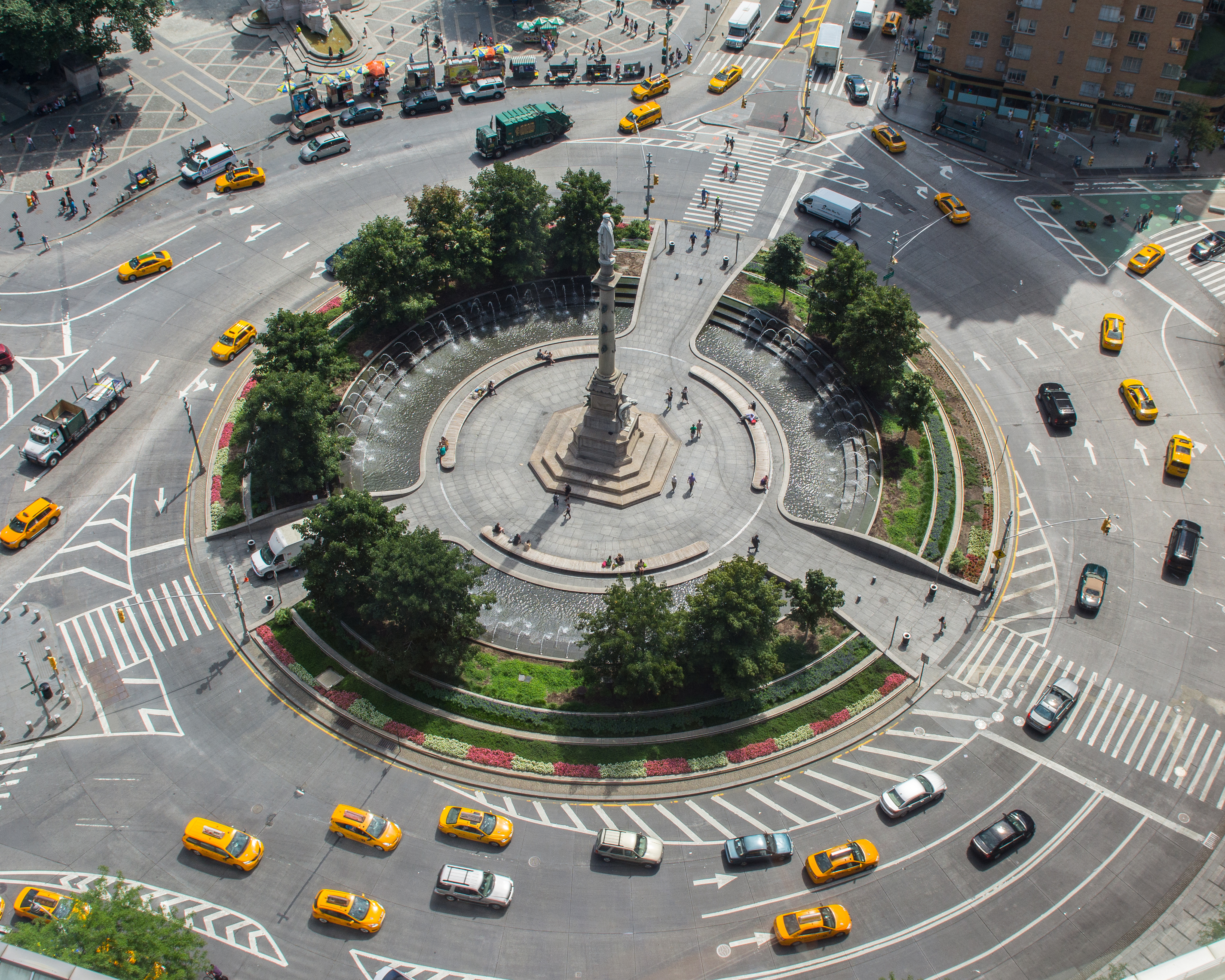
콜럼버스 서클